# Nase (Gotik)

Dreipass

Als Nase wird in der gotischen Architektur die nach innen weisende Spitze an den Schnittpunkten zweier Kreisbögen (Passe) in einem Maßwerk bezeichnet.
Die Skizze zeigt einen stehenden Dreipass mit seinen drei Nasen.